# Radzikowice
Radzikowice (niem. Stephansdorf) – wieś w Polsce położona w województwie opolskim, w powiecie nyskim, w gminie Nysa.
W latach 1975–1998 miejscowość administracyjnie należała do ówczesnego województwa opolskiego.
Przez miejscowość przepływa rzeka Cielnica, dopływ Nysy Kłodzkiej.

## Nazwa
W księdze łacińskiej Liber fundationis episcopatus Vratislaviensis (pol. Księga uposażeń biskupstwa wrocławskiego) spisanej za czasów biskupa Henryka z Wierzbna w latach 1295–1305 miejscowość wymieniona jest w zlatynizowanej formie Raczikovicz w liczbie wsi lokowanych na prawie polskim iure polonico.

## Historia
Pierwsza wzmianka o miejscowości pochodzi z 1291. Wykaz udokumentowanych stanowisk archeologicznych informuje o śladach osadnictwa w miejscowości oraz jej najbliższej okolicy istniejących o wiele wcześniej niż podają to źródła pisane. Pierwsze ślady osadnictwa pochodzą z okresu neolitu, okresów osadnictwa z epoki brązu, a także z okresów wczesnego i późnego średniowiecza. W zachodniej części wsi odnaleziono ślady grodziska.
W latach 60. i 90. XX w. na terenie dzisiejszego cmentarza znaleziono zabytki kultury łużyckiej. W trakcie budowy zakładu paszowego odnaleziono 1224 srebrne monety z okresu XVI i XVII wieku. W 2004 pod mostem, nieopodal kościoła, odnaleziono moździerze i bomby z czasów II wojny światowej.
Według spisu w 1939 Radzikowice (ówczesny Stephansdorf) zamieszkiwało 556 osób.
Miejscowość znacznie ucierpiała w związku z przejściem I Frontu Ukraińskiego. W ramach operacji „opolskiej” wojska radzieckie rozpoczęły natarcie na Nysę z kierunku Grodkowa. W wyniku nalotów w dniach 15–17 marca zniszczeniu uległo wiele obiektów mieszkalnych, kościół oraz lotnisko.
Na terenie miejscowości istniał niegdyś klasztor (do 1991), urząd pocztowy, mleczarnia, młyn, karczma, kawiarnia oraz szkoła (do początku lat 90. XX wieku).

## Zabytki

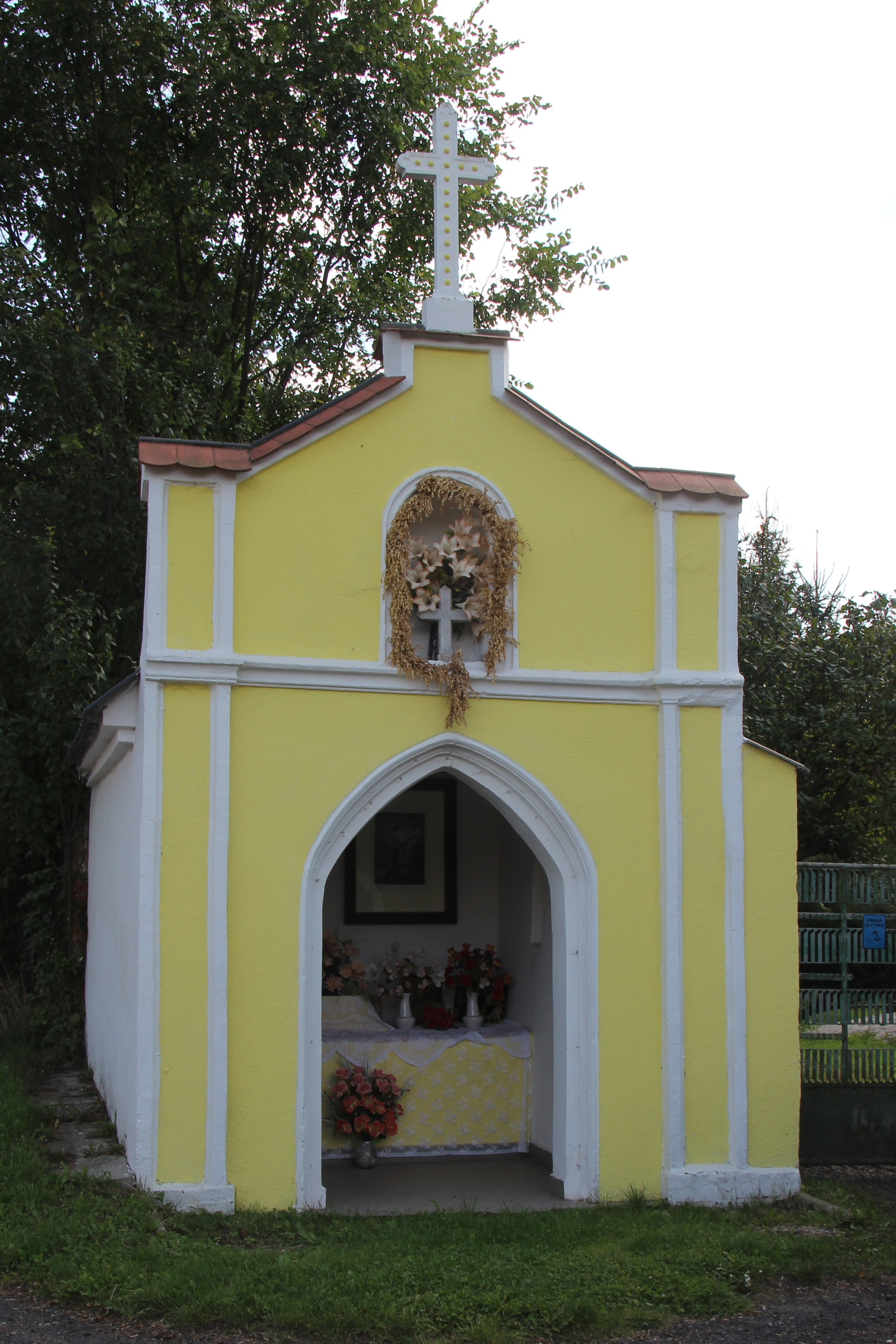
Kapliczka

Do wojewódzkiego rejestru zabytków wpisane są:
- kościół par. pod wezwaniem św. Bartłomieja, gotycko-renesansowy. Pierwsze wzmianki o kościele pochodzą z 1335 r. – XIV w. Obecny pochodzi z XIV wieku, przebudowany około 1600 i 1679. Został uszkodzony w czasie działań wojennych w 1945 (m.in. uszkodzeniu uległa wieża). Wnętrze kościoła zdobią liczne rzeźby m.in. XVIII-wieczna, barokowa postać Chrystusa Zmartwychwstałego, Matka Boska z Dzieciątkiem, barokowy krucyfiks oraz barokowo-ludowa figura św. Jana Nepomucena. Pod warstwą tynku znajdują się malowidła o treści religijnej. Częściowo odkryte w latach 60. XX wieku. 26 lipca 2009 biskup pomocniczy Paweł Stobrawa poświęcił dwa nowe dzwony ofiarowane przez parafian oraz rodzinę Jana Podpory. Są one uzupełnieniem dla trzeciego dzwonu poświęconego w 1524; kościół znajduje się w centralnej części wsi
  - cmentarz
  - ogrodzenie: kamienny mur z przełomu XVI i XVII wieku z dwiema bramkami, otacza kościół
- dom nr 5, z poł. XIX wieku

Inne zabytki:
- dwa krzyże pokutne z przełomu XIII i XIV wieku, trzeci krzyż zaginął
- dom parafialny, z XIX wieku
- kilka kapliczek z XIX i XX wieku znajduje się na terenie całej miejscowości
- budynek byłej szkoły z XIX wieku
- lotnisko w Radzikowicach, pozostałości
- obiekty archeologiczne zgromadzone w nyskim muzeum.

## Lotnisko
W latach 1927–1939 istniało lotnisko obsługujące loty pasażerskie, pocztowe, prowadzono także szkolenia Luftwaffe. Loty pasażerskie na trasie Gliwice – Nysa – Jelenia Góra – Berlin odbywały się 2–3 razy w tygodniu.
Po 1936 lotnisko zaczęło nabierać militarnego charakteru poprzez organizację szkółki pilotażu, a po 1939 nabrało charakteru typowo wojskowego. Nigdy nie miało ono znaczenia strategicznego. Na początku II wojny światowej stacjonował tu dywizjon rozpoznawczy Grupy Armii Południe, a po 16 września 1939 lotnisko było lotniskiem pomocniczym lotniska w Starym Grodkowie. Na początku lutego 1945 na lotnisku stacjonowała jednostka Schlachtgeschwader 2 „Immelmann“ z Grupy Armii Środek, której dowódcą był Hans-Ulrich Rudel. Po przejściu I Frontu Ukraińskiego w toku Operacja górnośląskiej i natarcia na Nysę od strony północnej – lotnisko oraz zgromadzony sprzęt uległy znacznym zniszczeniom.
Po zakończeniu wojny lotnisko zostało zdemilitaryzowane i przekazane na rzecz Skarbu Państwa. 6 października 1954 na lotnisku wylądował samolot, na pokładzie którego znajdował się prymas Polski kardynał Stefan Wyszyński, który następnie został przewieziony do klasztoru franciszkanów w Prudniku-Lesie, gdzie został osadzony.
Po 1945 było miejscem organizacji VI Rajdu Dziennikarzy i Pilotów w 1966. Na początku lat 80. XX wieku wykorzystywane przez wojsko jako miejsce manewrów. Obecnie obszar byłego lotniska jest użytkowany częściowo rolniczo i sukcesywnie dewastowany przez dzierżawcę.

## Gospodarka
W 1876 powstała stacja kolejowa wraz z bocznicą kolejową. Linia została uroczyście otwarta 12 czerwca 1876 i połączyła wcześniej istniejące odcinki na linii Goświnowice – Nysa. Stacja obsługiwała transport towarowy oraz osobowy. W związku ze wzrostem zapotrzebowania na transport ludzi oraz towarów jeszcze przed rokiem 1900 dobudowano drugi tor. Przy końcu II wojny światowej tory obsługiwały około 8 par pociągów, dodatkowo dwa połączenie pośpieszna relacji Gliwice-Legnica. Po wojnie ruch na trasie w pełni przywrócono po 1947. Z końcem lat 80. XX wieku planowano w zelektryfikować odcinek, jednak do tego nie doszło. Najbardziej prestiżowym połączeniem, jakie przebiegało przez stację w Radzikowicach, było połączenie Katowice – Berlin (lata 60.–80. XX wieku). Ostatecznie przystanek zamknięto z początkiem 2004, zachowując ruch na trasie. W związku z budową obwodnicy dom dróżnika oraz budynki gospodarcze zostały przeznaczone do rozbiórki.
Na terenie miejscowości istniały kiedyś: mleczarnia, młyn, poczta, kuźnia, zajazd, kawiarnia. Obecnie żadna z tych instytucji już nie działa. Obecnie do największych zakładów należy zaliczyć: AgroAs (dawny Unipasz), Cezart oraz firmy zajmujące się robotami ziemnymi, usługi dźwigowe oraz kilka innych drobnych firm usługowo-wytwórczych.
We wsi znajduje się tor motocrossowy, świetlica, boisko z wysokim ogrodzeniem oraz przedszkole (oddział w Radzikowicach). W ramach planowanego rozwoju przestrzeni pod prowadzenie działalności gospodarczej władze gminy Nysa utworzyły we współpracy z Wałbrzyską Specjalną Strefą Ekonomiczna, „Regionalny Park Przemysłowy” Radzikowice-Goświnowice o powierzchni docelowej ok. 250 ha (z czego 156 ha jest objęta statusem Specjalnej Strefy Ekonomicznej).

## Zniszczenia
- Zniszczenia spowodowane przejściem I Frontu Ukraińskiego
- 26 maja 2007 r. wioskę nawiedziła powódź. Spływająca po ulewnym deszczu woda zalała domostwa położone nad brzegiem rzeki Cielnica[potrzebny przypis].